# 飛驒國分寺

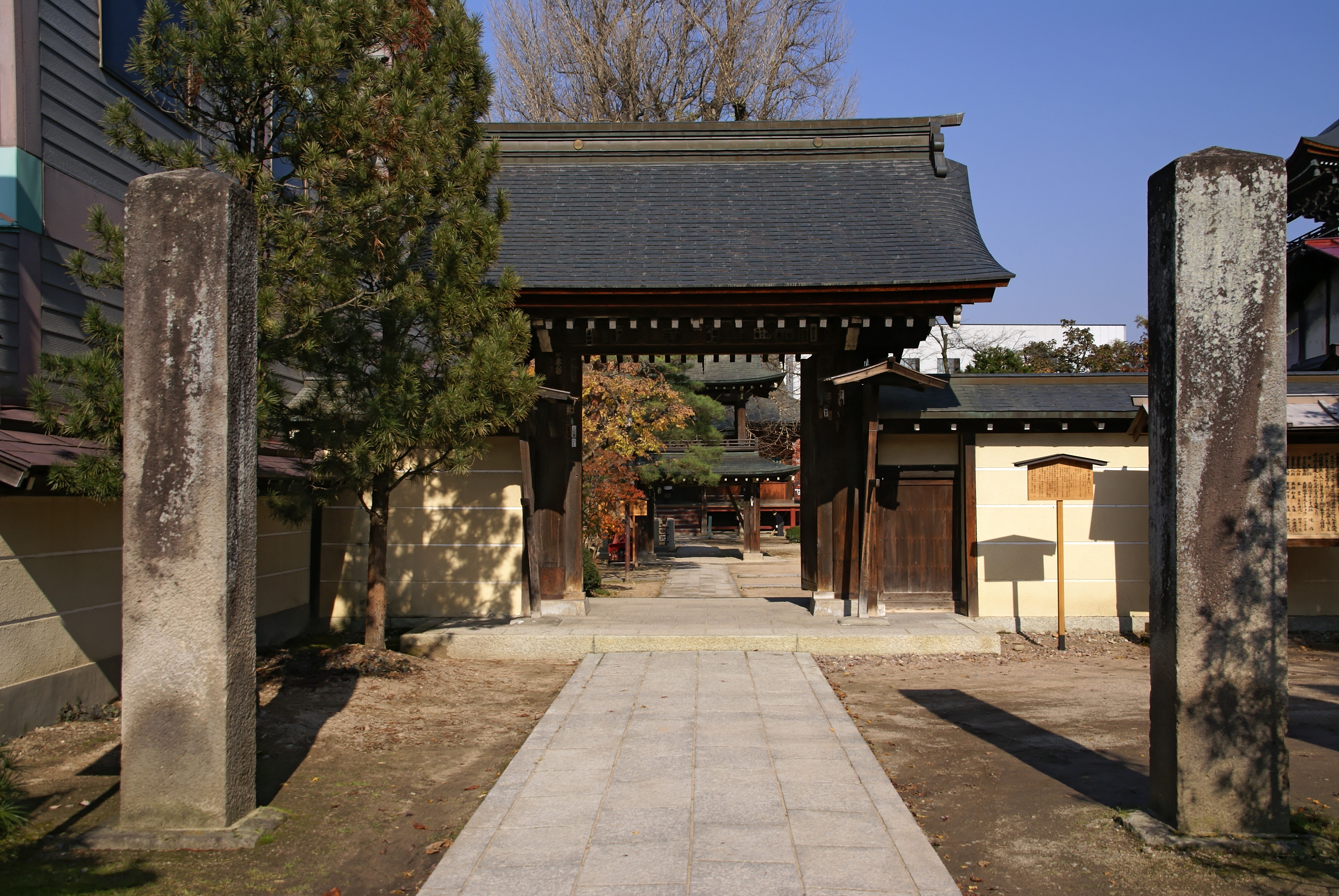
山門

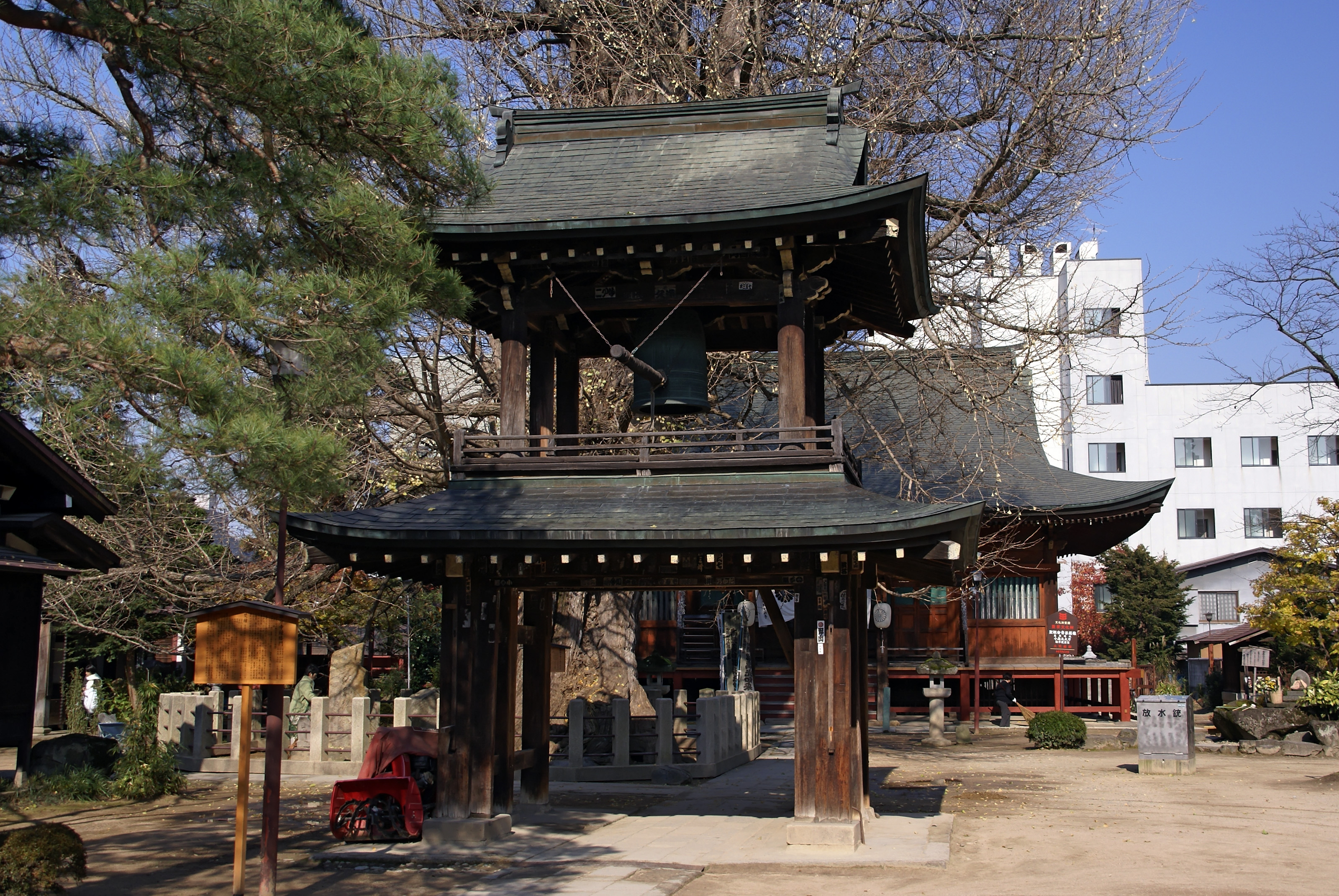
鐘樓堂

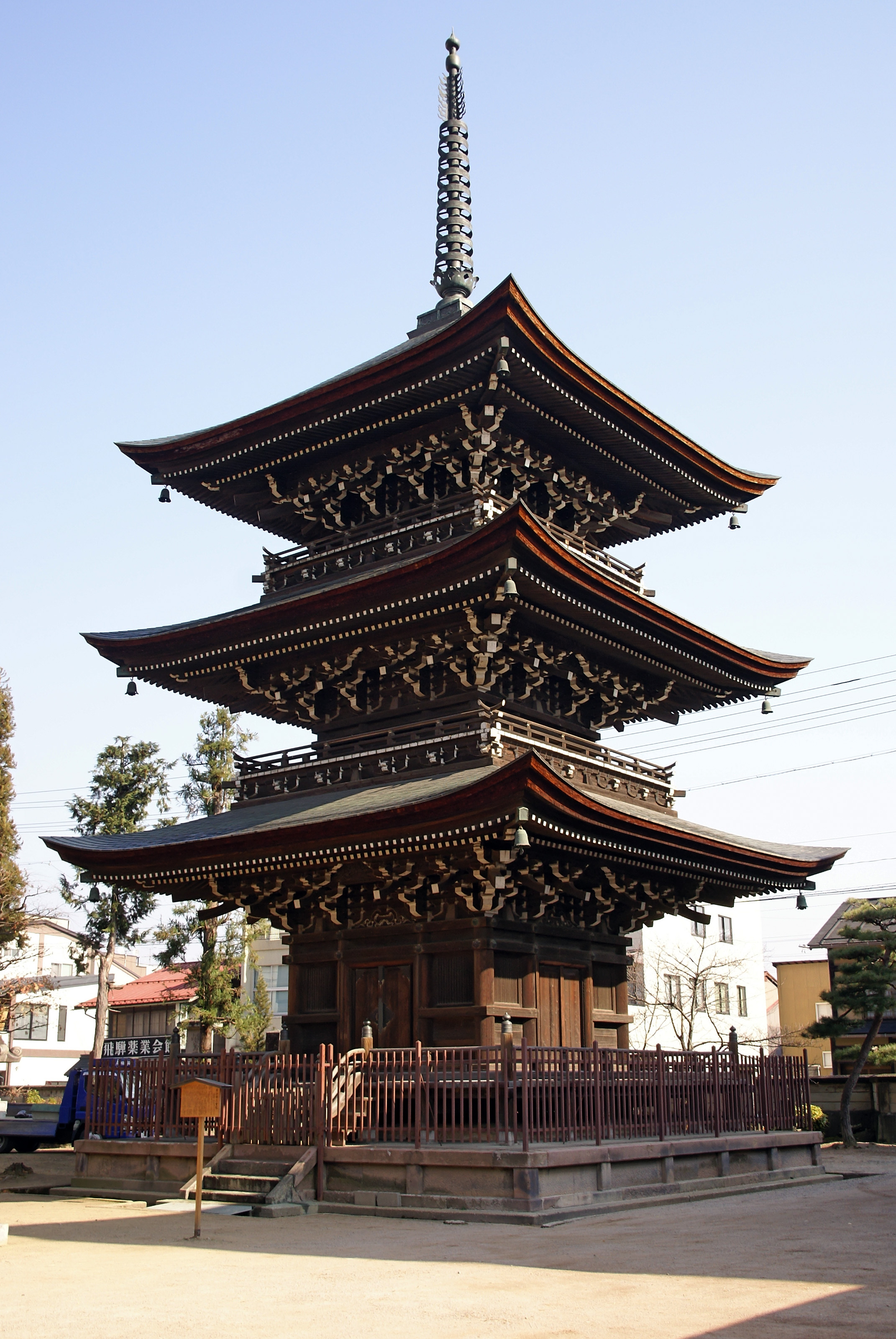
三重塔

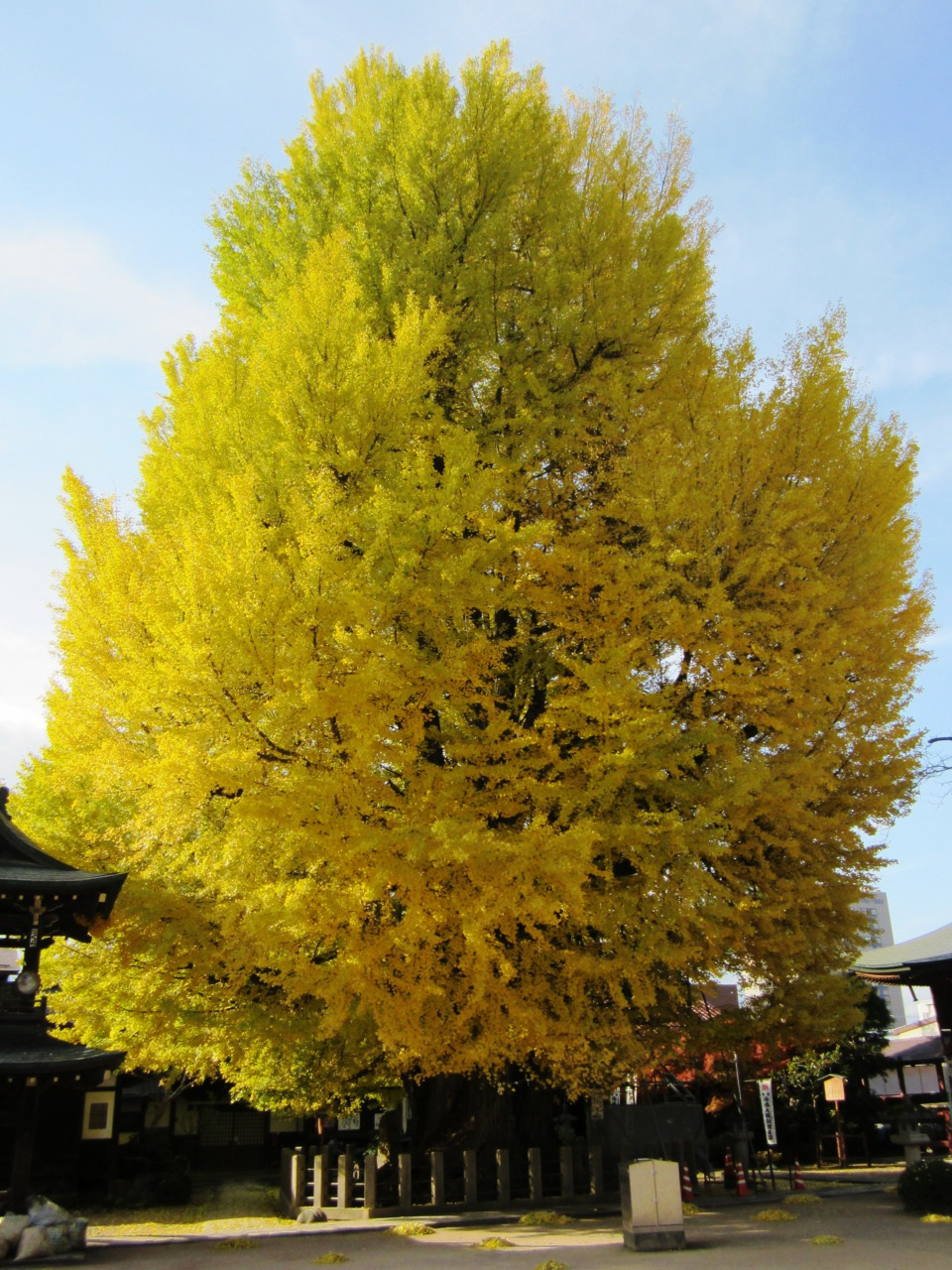
大銀杏樹

飛驒國分寺（日语：／）是位在日本岐阜縣高山市的高野山真言宗寺院。山號「醫王山」（いおうさん）。本尊藥師如來、開基（創立者）為行基。

## 歷史
天平13年（741年），聖武天皇下詔建立國分寺，757年（天平勝寶9年）由行基創建。
819年（弘仁10年）因火災燒毀。855年（齊衡2年）左右重建。
室町時代重建本堂。七重塔（現三重塔）在應永年間燒毀後重建，1585年（天正13年）因金森長近進攻姊小路賴綱的松倉城再次燒毀。
1615年（元和元年）三重塔重建，1791年（寛政3年）因暴風雨而倒塌。1820年（文政3年）重建維持至今。
1695年（元祿8年），飛驒國成為天領，高山城遭拆毀，如鐘樓門等部分建築移至飛驒國分寺。

## 伽藍
- 山門
- 本堂
- 大師堂
- 庫裏
- 鐘樓堂（鐘門形式）
- 三重塔
- 不動堂
- 庚申堂

## 文化財
重要文化財（國指定）
- 本堂（室町中期）
- 木造藥師如來坐像（平安時代） - 一木雕刻。高145.7公分。
- 木造聖觀音菩薩立像（平安時代） - 傳聞是飛驒國分尼寺本尊。高204公分。
- 太刀（小烏丸（こがらすまる）太刀，傳聞是高原諏訪城（日语：高原諏訪城）城主江馬氏（日语：江馬氏）家寶）

史跡（國指定）
- 飛驒國分寺塔跡（奈良時代） - 七重大塔的心礎（中心柱的礎石），上面有直徑1.3公尺的圓柱座與舍利孔。

天然紀念物（國指定）
- 飛驒國分寺大銀杏樹（日语：飛騨国分寺の大イチョウ）[1] - 推測樹齡1250年，樹圍10公尺，高37公尺。古稱「乳銀杏」。

岐阜縣指定重要文化財
- 木造阿彌陀如來坐像（鎌倉時代） - 傳聞是惠心僧都作品。
- 木造不動明王立像（鎌倉時代） - 護摩堂的秘佛。
- 三重塔（文政4年再建） - 高22公尺。

高山市指定文化財
- 國分寺鐘樓門[2]
- 國分寺表門 附棟札[3]

其他文化財
- 辯才天像（江戶時代，圓空作品）

## 交通方式
東海旅客鐵道（JR東海）高山本線高山站與高山濃飛巴士中心步行5分

## 關連項目
- 國分寺

## 外部連結
- 飛驒國分寺 （页面存档备份，存于）